# Rocky Mountain Horse
Le Rocky Mountain Horse (en français, cheval des montagnes rocheuses) est une race de chevaux de selle américaine. Rare dans son pays, elle est presque inconnue en dehors des États-Unis. Cette race s'est formée dans la région des Montagnes Rocheuses, bien que l'ancêtre du Rocky Mountain Horse soit originaire des Appalaches. L'étalon fondateur, nommé Old Tobe, a sailli de nombreuses juments de la région au cours de sa vie, tout en assurant des randonnées dans le Natural Bridge State Resort Park jusqu'à ses trente-quatre ans. Son propriétaire, Sam Tuttle, a œuvré pour la préservation de la race durant une grande partie du XXe siècle.
Surtout utilisé en équitation de loisir, ce cheval est très confortable grâce à une allure particulière le single-foot, une forme d'amble rompu. Il a aussi un excellent mental, ce qui en fait un cheval idéal pour les familles. Les robes unies rares sont prisées chez la race, en particulier celles présentant une décoloration de la queue et de la crinière, liée au gène Silver. L'élevage du Rocky Mountain Horse est géré par la Rocky Mountain Horse Association, fondée en 1986, qui tient son stud-book, contrôle le maintien des standards, et assure la promotion de la race.

## Histoire
L’Est du Kentucky est connu pour ses races de chevaux dits d’« allures », nés du croisement entre des chevaux espagnols du sud des États-Unis et des chevaux anglais du Nord. L'American Saddlebred, le Tennessee Walker et le Missouri Fox Trotter sont tous originaires de la même zone géographique, et issus du même mélange d'origines espagnoles et anglaises. Le Rocky Mountain Horse a une histoire semblable à celle du Kentucky Mountain Saddle Horse. Ils sont parfois appelés ensemble « Mountain Pleasure Horses » (chevaux de loisir des montagnes). Le Rocky Mountain Horse est originaire de l’Est du Kentucky. Il provient d’un étalon fondateur amené des Appalaches vers les Montagnes Rocheuses autour de 1890. Arrivé encore poulain, les histoires orales racontent que « le cheval des Montagnes Rocheuses » (Rocky Mountain Horse) possède une robe de couleur chocolat, une crinière et une queue pâles, mais également une allure particulière, le single-foot. Il est utilisé pour saillir des juments de selle locales. En raison de la petite zone dans laquelle il a été élevé, une souche locale se constitue.
Cet étalon fondateur a donné un descendant, nommé Old Tobe, qui est devenu le père moderne de la race Rocky Mountain Horse. Old Tobe a appartenu à un habitant de Spout Springs dans le Kentucky, nommé Sam Tuttle. Sur une grande partie du XXe siècle, Sam Tuttle a été un éleveur important de Rocky Mountain Horse et a aidé à maintenir l’élevage pendant la Grande Dépression et la Seconde Guerre mondiale. Après la Seconde Guerre mondiale, malgré une population chevaline en baisse aux États-Unis, il a maintenu son troupeau et a continué à utiliser Old Tobe comme étalon reproducteur,. Sam Tuttle achète une concession dans le Natural Bridge State Resort Park pour la pratique de l'équitation et utilise Old Tobe pour des randonnées dans le parc ainsi que pour la production de nouveaux chevaux destinés à cette activité, et ce jusqu’à ce que l’étalon atteigne l'âge avancé de 34 ans. Old Tobe est mort à 37 ans. Le fait que la race possède de façon innée cette allure supplémentaire qu’est le single-foot laisse penser qu’elle puisse descendre en partie du Narragansett Pacer, une race connue pour transmettre ses allures supplémentaires à d'autres races américaines.
En 1986, la Rocky Mountain Horse Association a été créée afin d’augmenter la population et de promouvoir la race ; le premier lot d'enregistrements ne comporte alors que 26 chevaux. Depuis, l'association a enregistré plus de 17 000 chevaux dans le registre en 2009. La race s'est diffusée à 47 États et 11 autres pays.

## Description

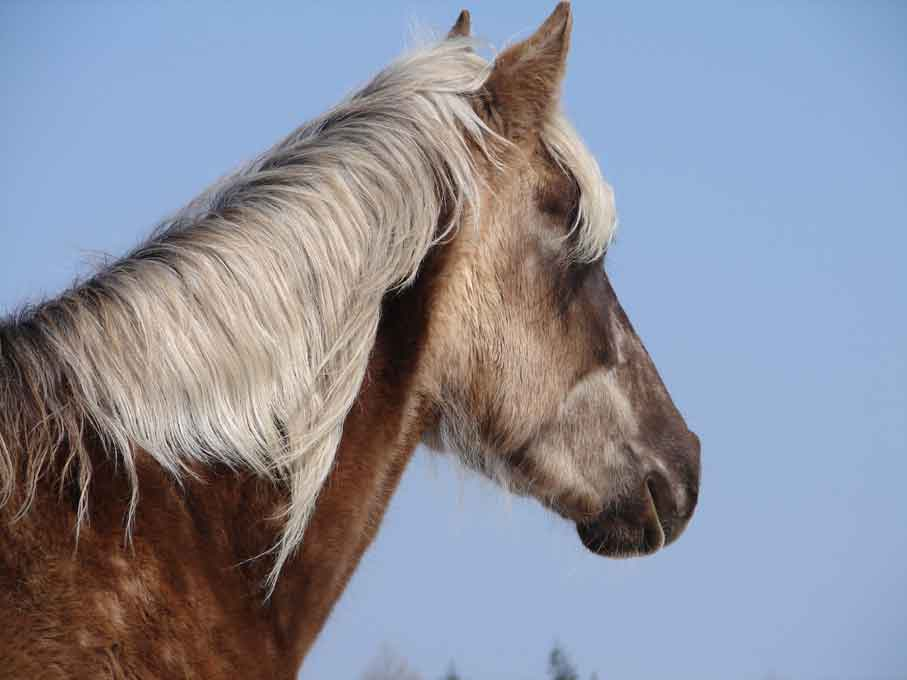
Tête d'un Rocky Mountain Horse.

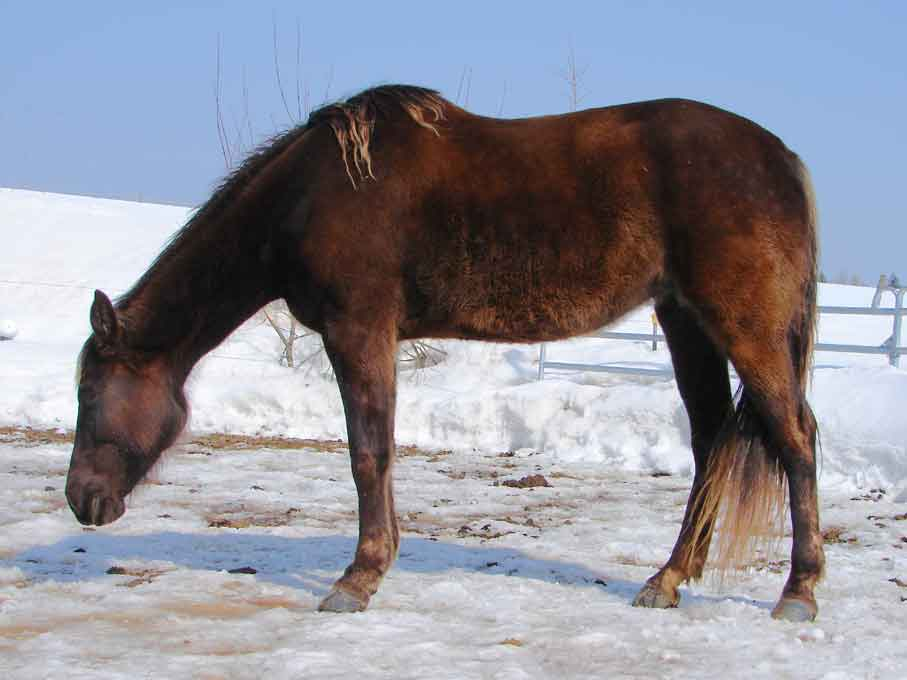
Un Rocky Mountain Horse de profil.

### Morphologie
Ce cheval mesure entre 1,47 m et 1,63 m au garrot, c'est-à-dire entre 14,2 et 16 mains. Ses caractéristiques physiques sont quelque peu variables, et ceci en raison des races disparates qui ont créé le Rocky Mountain Horse. Il est néanmoins décrit comme un cheval possédant une tête de taille moyenne, bien proportionnée au reste du corps, avec des yeux doux, des oreilles bien formées et un chanfrein qui ne soit ni busqué ni bombé,,. L'encolure, de taille moyenne, est gracieusement arquée,. Les proportions du corps doivent être relatives à la taille de l'animal,. La poitrine est large et profonde avec des épaules bien inclinées,,. Les membres ne doivent pas présenter de déformation notable,.

### Robes
Toutes les robes unies sont acceptées par le stud-book, mais une robe bai-brun foncé appelée « chocolate » avec une crinière et une queue pâles est préférée. Cette coloration est le résultat du gène Silver, un gène de dilution relativement rare, agissant sur le poil noir. Bien que rare, ce gène a été trouvé chez plus d'une douzaine de races, dont le Rocky Mountain Horse. Un minimum de marques blanches est accepté par le standard, bien que les balzanes ne doivent pas s'étendre au-delà du genou ou du jarret.

### Allures

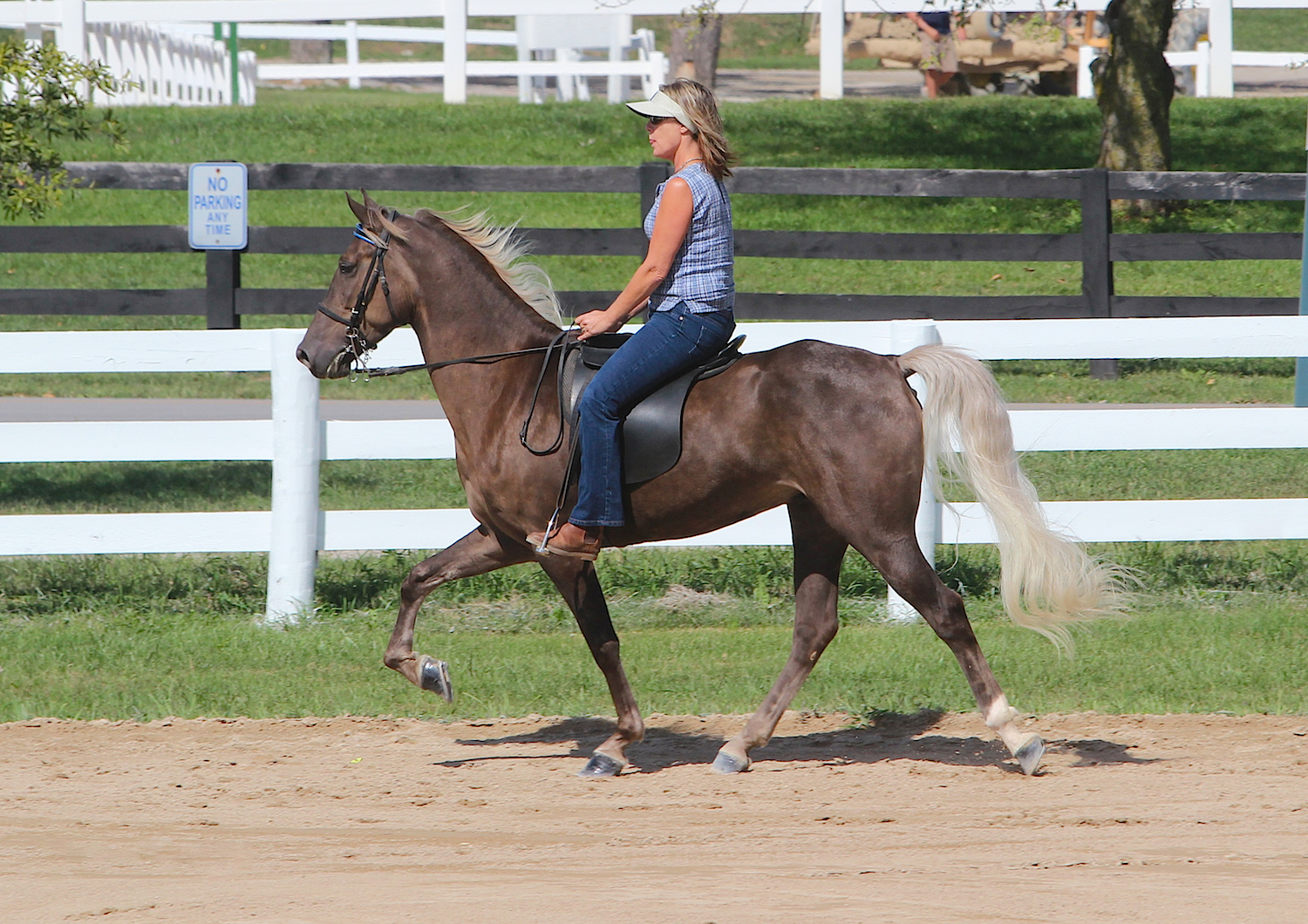
Un Rocky Mountain Horse pratiquant le single-foot.

La race amble naturellement. Cette allure, appelée single-foot en anglais et tölt en français (terme issu de l'islandais), remplace le trot que l’on rencontre chez la majorité des races de chevaux. Les deux allures ont une vitesse intermédiaire entre le pas et le galop. Le single-foot est une allure latérale à quatre temps, tandis que le trot est une allure diagonale à deux temps. Les temps supplémentaires offrent un confort supérieur au cavalier puisque le cheval a toujours au moins un pied au sol. Cela minimise le mouvement du cheval et enlève le rebond d'une allure à deux temps, causée par l’enchaînement du temps de suspension suivi par la secousse des deux pieds frappant le sol, comme le report du cheval d'une jambe sur l'autre. L’intérêt d’une allure intermédiaire est de permettre au cheval de conserver son énergie. Plus de trente races de chevaux sont capables d'exécuter cette allure latérale à quatre temps et certaines d’entre elles peuvent également trotter. Un Rocky Mountain Horse et son cavalier peuvent utiliser le single-foot pour couvrir un terrain accidenté à près de 11 km/h, et, sur de courtes distances et sur un terrain homogène, des pointes à près de 26 km/h. Le rack est connu en anglais pour être sa variante la plus rapide. En comparaison, la moyenne d’un cheval au trot est d’environ 14 km/h.
Le Rocky Mountain Horse a fait l'objet d'une étude visant à déterminer la présence de la mutation du gène DMRT3 à l'origine des allures supplémentaire : l'étude de 27 sujets a permis de détecter la présence de cette mutation chez 100 % d'entre eux, et l’existence de chevaux d'allures parmi la race.  

### Tempérament et entretien
Le Rocky Mountain Horse est reconnu pour sa vigueur et sa capacité à résister aux hivers dans les montagnes. On loue également son bon tempérament et son affinité naturelle avec les humains.

### Santé
Les chevaux Rocky Mountain Horse ont le risque le plus élevé parmi l'ensemble des races chevalines d'être porteurs d'un syndrome oculaire génétique responsable des anomalies congénitales oculaires multiples (MCOA), à l'origine appelé glaucome congénital de Peters (ASD) équin. La MCOA est caractérisée par le développement anormal de quelques tissus oculaires qui cause une perte de vision. Bien que généralement d'une forme légère, la maladie est non-progressive. Des études génétiques ont montré que le syndrome semble lié au gène Silver, puisque la plupart des chevaux diagnostiqués avec MCOA portent ce gène.

## Utilisations

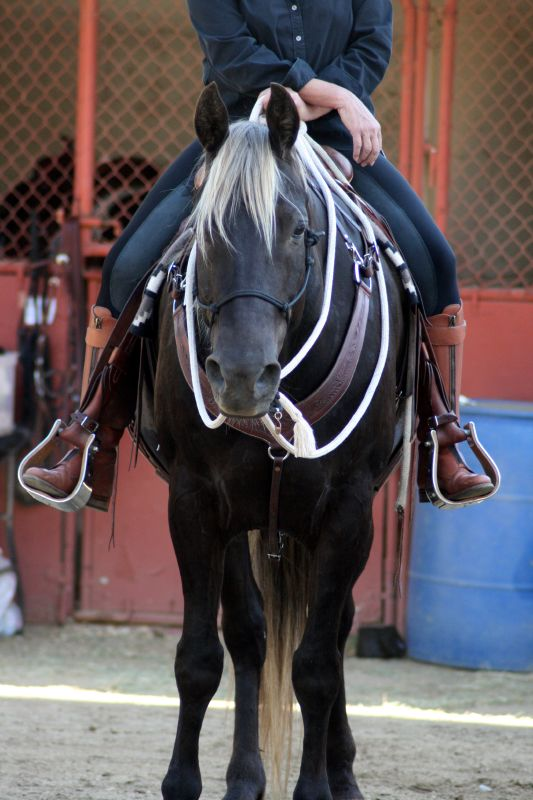
Un Rocky Mountain Horse monté en équitation western.

La race a été à l'origine développée pour être utilisée dans les fermes des contreforts des Appalaches, que ce soit pour tirer des charrues et des buggies, mener le bétail ou comme monture et ce, tant pour les adultes que pour les enfants. Son utilisation moderne se porte toujours vers l’équitation de travail, mais également vers l’endurance et le loisir. Ses allures et son tempérament font que le Rocky Mountain Horse est recherché par les cavaliers âgés ou handicapés. Chaque année, en septembre, le Kentucky Horse Park accueille le concours international du Rocky Mountain Horse.

## Diffusion de l'élevage
La race est gérée par la Rocky Mountain Horse Association qui tient le stud-book et assure le maintien des standards. Pour être accepté à l'enregistrement, le parentage d'un poulain doit être vérifié via un test d'ADN. Les chevaux doivent également être inspectés à partir de 23 mois afin de s’assurer qu'ils respectent les caractéristiques physiques et les allures requises par l’enregistrement. Le Rocky Mountain Horse est classé en 2012 comme « à surveiller » par l’American Livestock Breeds Conservancy, ce qui signifie que la population globale de la race est estimée à moins de 15 000 individus avec moins de 800 enregistrements annuels aux États-Unis. Si la race est particulièrement représentée aux États-Unis, on trouve également des individus en Europe, en Corée et en Israël.

#### Ouvrages spécialisés
- [Hodge 2008] (en) Bonnie Hodge, Rocky Mountain Horses, Wildfire Enterprises, 2008, 451 p. (ISBN 978-0-9771969-1-3 et 0-9771969-1-7)

#### Ouvrages généralistes
- [Hendricks 2007] (en) Bonnie Lou Hendricks, International Encyclopedia of Horse Breeds, Norman, University of Oklahoma Press, 15 août 2007, 2e éd., 486 p. (ISBN 0-8061-3884-X, OCLC 154690199, lire en ligne), « Rocky Mountain Horse ». .
- [Lynghaug 2009] (en) Fran Lynghaug, « Rocky Mountain Horse », dans The Official Horse Breeds Standards Guide: The Complete Guide to the Standards of All North American Equine Breed Associations, Voyageur Press, 2009, 672 p. (lire en ligne), p. 313-317
- [Dutson 2012] (en) Judith Dutson, « Rocky Mountain Horse », dans Storey's Illustrated Guide to 96 Horse Breeds of North America, Storey Publishing, 2012, 416 p. (lire en ligne), p. 214-216

#### Articles de presse
- [Lhermite 2016] Mélina Lhermite, « Le rocky mountain horse, une valeur sûre », Cheval Magazine, no 530,‎ janvier 2016, p. 44-47